# Прогресивистичка педагогија
Почетком 19. века у САД озбиљније се наметнуо педагошки правац под називом прогресивистичка педагогија. Прогресивисти су следбеници Џона Дјуја. И то оно њихово крило које је индивидуалну компоненту у Дјујевој прагматистичкој педагогији развио скоро до екстрема. Овај педагошки правац је својеврсна америчка варијанта индивидуалне педагогије.

## Реформа основне школе
Наиме, крајем 19. и почетком 20. века у САД спроводи се реформа основне школе, која поприма посебно обележје у бостонском предграђу Квинси. Према сугестијама Чарлса Френсиса Адамса и Френсиса Вејленда Паркера, у основним школама је више слободе него до тада, наставни предмети нису строго одвојени, а наставни план одликује неформална настава са флексибилним распоредом часова. Тај Квинси-план био је претеча прогресивном васпитању, који ће постати владајући реформски правац у САД почетком 20. века. 
Према овој концепцији, у развоју детета треба инсистирати на самосталности, а у учењу на пријатној атмосфери и другарским односима учитеља и ученика, што је услов да се код деце јави већа активност, иницијатива и интересовање. 
У школама по Квинси-плану изучавали су се следећи садржаји: драматизација, цртање, моделовање, плетење, док се читању и писању пажња поклањала тек од десете године, што значи да се више радило на развоју фантазија него на усвајању знања.

## Прогресивистичко педагошко друштво
Присталице овог педагошког правца присвојили су себи назив прогресивисти. Год. 1919. основали су Прогресивистичко педагошко друштво (The Progressive Education Association). Неколико година касније, они су у оквиру тог Друштва, усвојили документ принципи прогресивног васпитања (1924. године), посебно се позивајући на књигу Џ. Дјуја Демократија и васпитање (објављена 1916. године).

## Прогресивно васпитање
Основни принципи прогресивног васпитања усвојени 1924. године односе се на следеће: дете мора да се потпуно слободно и природно развија; дечја интересовања треба ставити у центар васпитне делатности; учитељ треба да упућује дете на решавање конкретних проблема из живота за које ученици покажу интересовање, а не помоћу усвајања готових садржаја; стицање знања треба да је резултат активности детета; радозналост, интересовање и мотивисаност ученика су основни васпитни принципи; с обзиром на то да треба уважавати слободан развој личности, неопходни су слободнији облици рада у настави, рад у школи мора да се темељи на сарадњи, а не на такмичењу; учење читања и писања треба одложити до девете или десете године; наставникова улога није да преноси готова знања, већ да ученике упућује у решавање проблемских ситуација и задатака. 
Према покрету прогресивистичке педагогије, полазна основа рада у школи је свакодневни живот, где је ученицима допуштено да раде у самостално формираним групама, без планирања и строго постављеног циља. Како се нова школа заснива на слободном развоју детета, то је било неопходно мењати наставне планове и програме и прилагодити их групном раду, као и стварати могућности да ученици учествују у избору наставних садржаја.

## Критике прогресивистичких идеја
Идејама које су заступали прогресивисти су изазивали бурне реакције и критике. У противставу према прогресивистима, као њихови оштри критичари, појавили су се у САД есенцијалисти и перенијалисти, а посебно друго крило Дјујевих следбеника -реконструктивности. Прогресивисти су сматрали да они, на прави начин, остварују Дјујеву визију васпитања-нове школе. У томе су били толико радикални и ревносни да се од њих, од неких њихових екстремних педагошких (индивидуалистичких) ставова оградио и сам Џ. Дјуји (дело Искуство и васпитање 1938. године). Због свега тога прогресивисти су одлучили да (1944. године) напусте име прогресивисти. Отада се њихово друштво назива Америчка васпитна-педагошка заједница. И ово Друштво је изградило Смернице за побољшање васпитања у САД. У тим Смерницама изражена је нова тежња – да се васпитањем поправи и друштво. Тиме су прогресивисти еволуирали од педоцентриста ка заступању друштвене компоненте у васпитању. 
После 1944. године, као што смо рекли, прогресивисти, сада под новим називом организације, залажу се за демократизацију васпитања (свима обезбедити једнако право на школовање, белцима и црнцима), за утврђивање програма који би омогућили младима да лакше пређу из школе у живот (између 17. и 23. године), за увођење и друштвених активности у школе, за изразитију улогу школе у побољшавању друштва и сл.

## Главни представници
Главни представници прогресивистичке педагогије били су: В. Килпатрик, Џ. Чајлдс, Џ. Каунтс, Б. Бојд, Х. Раг, В. Тејер и др. 
Прогресивисти, под новим именом, делују у току и после Другог светског рата. Под ударцима критика убрзо се цео покрет угасио.